# Estranged
«Estranged» — сингл американського рок-гурту Guns N' Roses з альбому «Use Your Illusion II», випущений в грудні 1993 року. Невдовзі після випуску, пісня досягла 16-го місця в чарті Billboard Mainstream Rock Tracks.
Маючи тривалість понад дев'ять хвилин, пісня «Estranged», яка також відома своїм музичним відео, є найдовшою піснею в альбомі «Use Your Illusion II» та другою найдовшою піснею гурту, після десятихвилинної пісні «Coma» з альбому «Use Your Illusion I». В пісні є багато куплетів, немає чіткого приспіву, також є декілька виразних гітарних соло та соло на піаніно. За словами Слеша, одного з гітаристів гурту, пісня була написана під час довгого періоду репетицій в Чикаго. Ексл Роуз розповів що він написав текст пісні під час напруженого періоду свого життя, коли розлучався із Ерін Ейвері.
До цієї пісні було записане музичне відео. Це відео, а також відео до пісень «Don't Cry» та «November Rain», неофіційно вважаються "трилогією", оскільки мають пов'язані сюжетні риси та однаковий стиль. Бюджет на зйомку відео склав близько 4 мільйонів доларів, що робить це відео п'ятим найдорожчим музичним відео у світі. Сцени із живим виконанням були відзняти на Олімпійському стадіоні в Мюнхені.

## Учасники запису
- Ексл Роуз — вокал
- Слеш — соло-гітара
- Іззі Стредлін — ритм-гітара, додаткова соло-гітара
- Дафф МакКаган — бас-гітара
- Метт Сорум — ударні
- Діззі Рід — клавішні